# Kap Cartwright
Das Kap Cartwright ist ein Kap der Insel Heard im südlichen Indischen Ozean. Es bildet den westlichen Ausläufer der Laurens-Halbinsel.
Benannt ist die Landspitze nach Lieutenant Commander I. Cartwright von der Royal Australian Navy, Kapitän der HMAS Labuan für die Versorgung der australischen Forschungsstation auf Heard im Jahr 1951.